# Luděk Vejmola
Luděk Vejmola (* 3. listopadu 1994 Vyškov) je český fotbalový brankář a bývalý mládežnický reprezentant, od roku 2016 hráč českého klubu FK Mladá Boleslav.

## Klubová kariéra
S fotbalem začal v pěti letech ve Slavkově u Brna jako útočník. Jeho otec je bývalý dlouholetý brankář a tak ho to táhlo do brány. V roce 2004 přestoupil do tehdy prvoligového celku FK Drnovice, kde chytal v mládežnických celcích.

### 1. FC Slovácko
Po krachu klubu v roce 2007 se celky Drnovic rozpadly a mládež přesunula do Vyškova. Vzápětí dostal nabídky od Brna a Slovácka, kam nakonec zamířil. Tady postupně prošel mládežnickými týmy a v sedmnácti letech poprvé nakoukl do vrcholového fotbalu, když chytal v MSFL. Následně trénoval i s "A" týmem, ale do hry se nezapojil.

### FC Vysočina Jihlava
V létě 2013 se se Slováckem nedohodl na profesionální smlouvě a hledal si nové angažmá. Zájem o něj projevila prvoligová Vysočina Jihlava, kam nakonec po rozhovoru s Jaromírem Blažkem přestoupil. V Jihlavě začínal v juniorském týmu, kde se v brance střídal s mládežnickým reprezentantem Janem Kotnourem a občas také vypomáhajícím Janem Hanušem. Právě na úkor Kotnoura se v zimě 2014 posunul jako brankářská trojka do "A" týmu Vysočiny a dále chytal za juniorku, kde se střídal s Pavlem Soukupem. Přitom v zimě odešel na zkoušky do druholigové Vlašimi, kde jej zkoušel Vlastimil Petržela, ovšem z hostování nakonec sešlo. Po Blažkově zranění v zápase 20. kola s Teplicemi (1:1) se posunul do pozice brankářské dvojky. Od nové sezony se vrátil do pozice brankářské trojky v "A" týmu, zároveň se s Pavlem Soukupem střídal v brance juniorky.
Před svým odchodem na hostování do Kolína odchytal za jihlavskou juniorku 27 zápasů a připsal si 0 čistých kont.

### FK Kolín (hostování)
Na konci ledna 2015 odešel na hostování do druholigového celku FK Kolín, neboť v Jihlavě jej z pozice trojky vytlačil navrátivší se Kotnour.
Do Kolína nejprve zamířil na testy. První zápas, do kterého zasáhl, byl zápas s FC Slovan Liberec (1:4) – odchytal celý první poločas, ve kterém dostal všechny 4 góly, a do druhého poločasu jej vystřídal David Čižinský. V rámci zimní přípravy se Kolín zúčastnil i Tipsport ligy, kde Vejmola chytal v zápasech s FC MAS Táborsko (1:5 – odehrál poločas, dostal 1 gól a střídal ho Josef Řehák) a FC Graffin Vlašim (0:4 – o poločase střídal Řeháka, dostal 2 branky).
Kromě Tipsport ligy si Kolín zahrál i Cobra Cup, kde na úvod podlehl i s Vejmolou v bráně Kladnu (1:4). V druhém utkání porazili juniorku Sparty (3:1), Vejmola tentokrát odchytal poločas, po němž ho střídal Zich. V dalším zápase s FC Graffin Vlašim (2:0) střídal o poločase Řeháka.
Vejmola odchytal za Kolín v podstatě všechny přípravné zápasy, v nichž se střídal s Čižinským, Zichem a především jeho náhradníkem, posilou z pražské Slavie, Řehákem.
V úvodním ligovém zápase s MFK OKD Karviná (0:0) sice vychytal čisté konto, při jednom ze zákroků se ovšem zranil a o poločas musel být vystřídán. Zranění si nevynutilo delší léčbu a proto mohl nastoupit hned do dalšího zápasu s FK Baník Sokolov (0:3). První ligové výhry v dresu Kolína se dočkal až v pátém jarním kole v souboji s FK Baník Most 1909 (3:1).
Svými výkony za Kolín si řekl o pozvánku do české reprezentace U20 proti Německu.
Celkově za Kolín odchytal pouze 6 zápasů, do dalších ho nepustily problémy s tříselnou kýlou.

## Reprezentační kariéra
Byl členem českých mládežnických reprezentačních výběrů.
Trenér Vítězslav Lavička jej zařadil v červnu 2017 do 23členné nominace na Mistrovství Evropy hráčů do 21 let v Polsku.